# Szent Donát-templom (Zára)
A zárai Szent Donát-templom (eredetileg Szentháromság-templom) Horvátországban a Zára megyei Zára város római katolikus temploma, a horvátországi koraromán építészet egyik legértékesebb alkotása. Zára városának szimbóluma. Különleges formája miatt Európa hasonló épületei között az egyik legjelentősebb.

## Fekvése
A templom Zára óvárosának központi részén, a Zeleni téren található. A tér domináns épülete.

## Története
A templom építésének kezdetét a 8. század második felére teszik, de valószínűleg csak a 9. században készült el. Építését Donát zárai püspöknek és diplomatának tulajdonítják. Ő vezette a dalmát városok küldöttségét Konstantinápolyba és Nagy Károly frank uralkodóhoz is. Ezzel magyarázzák, hogy a templom valamelyest hasonlít Nagy Károly udvari kápolnáihoz, különösen az aachenihez (ma Aacheni székesegyház) és a ravennai San Vitale-bazilikához. A templom a kora román építészeti stílushoz tartozik.
Története során a templom sorsa meglehetősen változatos volt. A Velencei Köztársaság uralma alatt valamint a francia megszállás alatt és az osztrákok alatt is raktárként szolgált. 1893 és 1954 között a zárai régészeti múzeum működött benne. Az épület belső terének és akusztikájának köszönhetően jelenleg az évente megrendezett „Glazbene večeri u sv. Donatu” középkori reneszánsz zene nemzetközi fesztiváljának egyik helyszínéül szolgál.

## Leírása
A 27 m magas, korábban kupolás körtemplomot az egyszerűség jellemzi. A templom az ősi horvát építéstechnikával épült, sok habarcs- és zúzott kő felhasználásával. A templom az egykori római fórumon épült, így az építésénél a fórum épületeinek anyagát használták fel. Az alapokba épített töredékek között még mindig meg lehet különböztetni egy áldozati oltár maradványait, amelyre az „IVNONI AVGUSTE IIOVI AVGUSTO” felirat van írva. A díszítés nagy része, valamint a templom monolit oszlopai szintén az akkor már romos római fórumról származnak. Amikor az épület alapjai a kutatás céljából feltárták a római oszlopok alapjainak egész sora vált láthatóvá, amelyek közvetlenül a fórum maradványain nyugszanak.

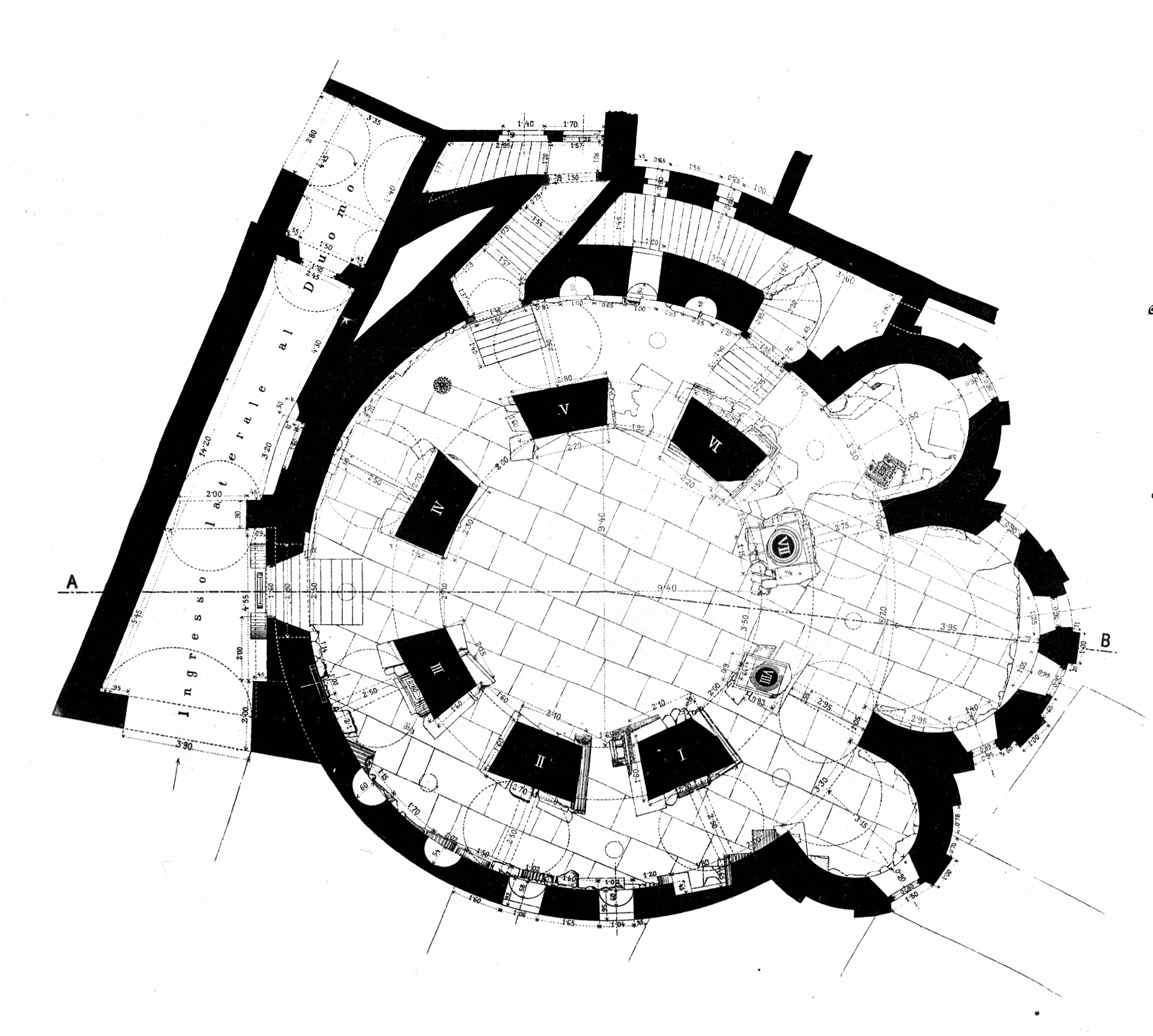
A templom alaprajza

A templom szerkezete két koncentrikus hengeres falszerkezeten alapszik, amelyek körül alakították ki a központi, kör alakú teret, hasonlóan a ravennai San Vitale-bazilikához és az aacheni udvari kápolnához. A szélesebb henger képezi a templom külső falát, amelyhez a kétszintes tér teljes magasságában három félköríves apszist építettek. A három apszissal ellátott szentély sugárirányban elhelyezett apszisokkal közelebb hozza a templomot a középkori építészethez, mint a késő ókor építészeti jellegzetességeihez.
A fal külső felületét sekély lizénák, belül pedig félkör alakú fülkék díszítik. Az ablakok a lizénák között vannak elhelyezve. A fal egy földszinti és egy emeleti részre van felosztva. Az első emelet magasságában a külső falszerkezet csatlakozik a központi hengerhez, így az első emelet központi terében galéria képződik.
A központi kör alakú tér az épület teljes magasságáig ér, és egy keskenyebb, hengeres falszerkezet határolja, amely egy sekély, kúp alakú tetővel ellátott középső hengerben végződik. Ez a szerkezet földszinten hat monumentális oszlopon nyugszik, amelyeket boltívek és két monolit oszlop kötnek össze, amelyek három boltívvel csatlakoznak az apszisok felé. Ugyanezt az elrendezést ismétlődik az első emeleten, de ott a nyílások sokkal alacsonyabbak. A galériát az előcsarnokába vezető kanyargós lépcsőn lehet elérni. A tágas tér és az ablaknyílások nagy száma ellenére a fény nem éri el a távoli részeket.
A templomnak három ajtaja van. A főbejárat közvetlenül a szentéllyel szemben, a két oldalsó ajtó pedig a bal és a jobb oldalon található. Az eredetileg különálló épületként tervezett templom valószínűleg több bővítésen is átesett építése során, így a Szent Stošija (Anasztázia) székesegyház melletti püspöki épületegyüttes szerves részévé vált. Előcsarnok (narthex) is épült hozzá, amely a székesegyházhoz vezetett. A templom déli oldalának első emeletén három nagy falú ablak található, amelyek egykor a templom déli falához épített térbe vezettek és amelyet a 20. században lebontottak.

## Fordítás
Ez a szócikk részben vagy egészben  a   Crkva sv. Donata u Zadru című horvát Wikipédia-szócikk ezen változatának fordításán alapul.  Az eredeti cikk szerkesztőit annak laptörténete sorolja fel. Ez a jelzés csupán a megfogalmazás eredetét és a szerzői jogokat jelzi, nem szolgál a cikkben szereplő információk forrásmegjelöléseként.